# Diplopseustis constellata
Diplopseustis constellata är en fjärilsart som beskrevs av W. Warren 1896. Diplopseustis constellata ingår i släktet Diplopseustis och familjen Crambidae. Inga underarter finns listade i Catalogue of Life.